# Aéroport international de Curaçao
Pour les articles homonymes, voir Hato et CUR.
L'aéroport international de Curaçao (code IATA : CUR • code OACI : TNCC), également nommé aéroport international Hato (en papiamento : Aeropuerto Internashonal Hato), est le principal aéroport de l'île néerlandaise de Curaçao, dans les Caraïbes. Implanté en bord direct de mer, au nord-ouest de Willemstad, ses vols desservent la région caribéenne, les Amériques et l'Europe. Utilisé par les forces armées américaines durant la Seconde Guerre mondiale, l'aéroport dispose d'une piste de 3 410 mètres en asphalte, d'une tour de contrôle et d'un unique terminal civil inauguré en 2006, d'une capacité annuelle de 1,6 million de passagers.
Hato est également utilisé par la garde côtière néerlandaise, ainsi par l'armée de l'air américaine, qui reçoit l'autorisation du ministère néerlandais de la Défense d'y installer un centre opérationnel. Ainsi, la base non-civile comprend un hangar pour deux Dash 8 utilisés par douanes néerlandaises pour des missions de surveillance au large de Curaçao et d'Aruba et plusieurs places de stationnement pour les avions de transport et AWACS américains, qui opèrent au large du Venezuela et de Porto Rico. Jusqu'en 1999, une flotte américaine de chasseurs de type F-16 est stationnée sur la base.

## Situation

### Carte des aéroports du Royaume des Pays-Bas
| Amsterdam Eindhoven Groningue Maastricht-Aix-la-Chapelle Rotterdam-La Haye |

| Bonaire Saba Saint-Eustache Curaçao Aruba Saint-Martin |

## Compagnies et destinations
| Compagnies          | Destinations                                                                                     |
| ------------------- | ------------------------------------------------------------------------------------------------ |
| Air Canada Rouge    | Toronto (Pearson) En saison : Montréal (P.-E.-Trudeau)                                           |
| Air Transat         | En saison : Toronto (Pearson)                                                                    |
| Albatros Airlines   | Las Piedras                                                                                      |
| American Airlines   | Charlotte-Douglas, Miami                                                                         |
| Aruba Airlines      | Aruba-Reine-Beatrix, Bonaire-Flamingo                                                            |
| Avianca             | Bogota-El Dorado                                                                                 |
| Avior Airlines      | Valencia A. Michelena                                                                            |
| Copa Airlines       | Panama-Tocumen                                                                                   |
| Divi Divi Air       | Bonaire-Flamingo                                                                                 |
| Fly All Ways        | Paramaribo-J. A. Pengel                                                                          |
| Insel Air           | Aruba-Reine-Beatrix, Bonaire-Flamingo, Paramaribo-J. A. Pengel, Saint-Martin - Princesse-Juliana |
| JetBlue Airways     | New York-John F. Kennedy                                                                         |
| KLM                 | Amsterdam                                                                                        |
| RUTACA Airlines     | Caracas-Maiquetía                                                                                |
| Sunrise Airways     | Port-au-Prince T. Louverture                                                                     |
| Surinam Airways     | Paramaribo-J. A. Pengel, Port-d'Espagne - Piarco                                                 |
| TUI fly Belgium     | En saison : Bruxelles-National                                                                   |
| TUI fly Netherlands | Amsterdam                                                                                        |
| WestJet             | En saison : Toronto (Pearson)                                                                    |

Édité  le 21/01/2018

## Statistiques
Le graphique qui aurait dû être présenté ici ne peut pas être affiché car il utilise l'ancienne extension Graph, désactivée pour des questions de sécurité. Des indications pour créer un nouveau graphique avec la nouvelle extension Chart sont disponibles ici.

Voir la requête brute et les sources sur Wikidata.